# Samsa Film
Samsa Film est une société de production cinématographique luxembourgeoise.

## Histoire
Samsa Film est fondée en 1986 par, entre autres, Jani Thiltges et Claude Waringo (lb). La société compte aujourd'hui en plus de ces deux fondateurs un troisième associé, Bernard Michaux (lb).
Le 22 janvier 2015, Samsa fusionne avec la société Lucil Film de Bernard Michaux. C'est la première fusion de ce type dans l'industrie cinématographique luxembourgeoise.
Samsa Film est également impliquée dans des sociétés de production cinématographique européennes, via la holding Codeca de Samsa, et In Good Company (Berlin), Bac Film (Paris), Liaison cinématographique (Paris), Artemis Productions (Bruxelles) et Fado Filmes (Lisbonne),.
Samsa Film, en collaboration avec l'Association professionnelle des galeries d'art du grand-duché de Luxembourg, a produit une série de 30 films sur des créateurs d'art associés au Luxembourg, sous le titre Portraits d'artistes. 
Parmi les productions bien connues de Samsa Film figurent les longs métrages Doudege Wénkel (2012), Demain, après la guerre (2015) et Superjhemp retörns (2018), et la série télévisée Capitani (2019-2020). Par ailleurs, Samsa Film produit également de nombreux documentaires luxembourgeois et des coproductions internationales.